# Acinace

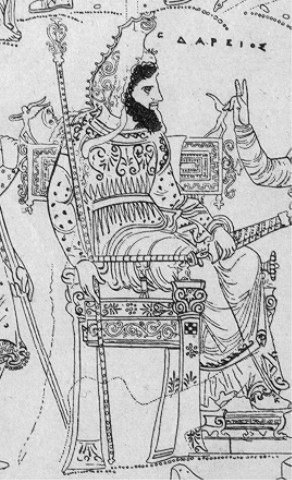
Dario I di Persia con una acinace in grembo

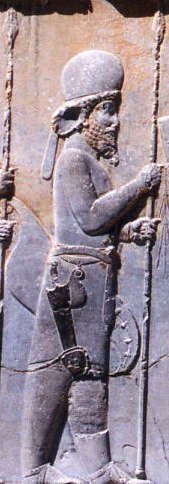
Un membro della Guardia reale esibisce una acinace al suo fianco. Da un bassorilievo da Persepoli.

Acinace, scritto anche akinakes (greco ἀκινάκης) o akinaka (da un ipotetico e non attestato termine persiano *akīnakah) è il termine usato per indicare un tipo di spada o daga usata dagli antichi persiani.

## Origine e disegno
Il disegno dell'arma ha un'origine scita, anche se a renderla famosa furono i persiani grazie ai quali l'arma ebbe una rapida diffusione nel mondo antico, tanto che una sua influenza può essere rintracciata perfino nel disegno della antiche armi cinesi. L'acinace è lunga, tipicamente, 36-46 cm, con due bordi affilati, un pomolo diviso, e una guardia cruciforme a forma di B o anche rettangolare o arrotondata, che, sebbene profonda, non si protende molto dalla lama.
È interessante notare che ciò che più di ogni altra cosa permette di identificare l'acinace è la sua fodera, di solito sospesa con un unico aggancio su uno dei lati, in modo da pendere in maniera asimmetrica, in diagonale sull'anca destra.
Poiché l'acinace sembra essere stata un'arma da stoccata, e siccome era indossata generalmente sulla destra, l'inclinazione in avanti doveva servire probabilmente a permetterne la rapida estrazione, in una posizione molto favorevole per portare assalti a sorpresa, trovandosi infatti impugnata con la lama inclinata verso il basso e in avanti.

## Testimonianze testuali ed artistiche

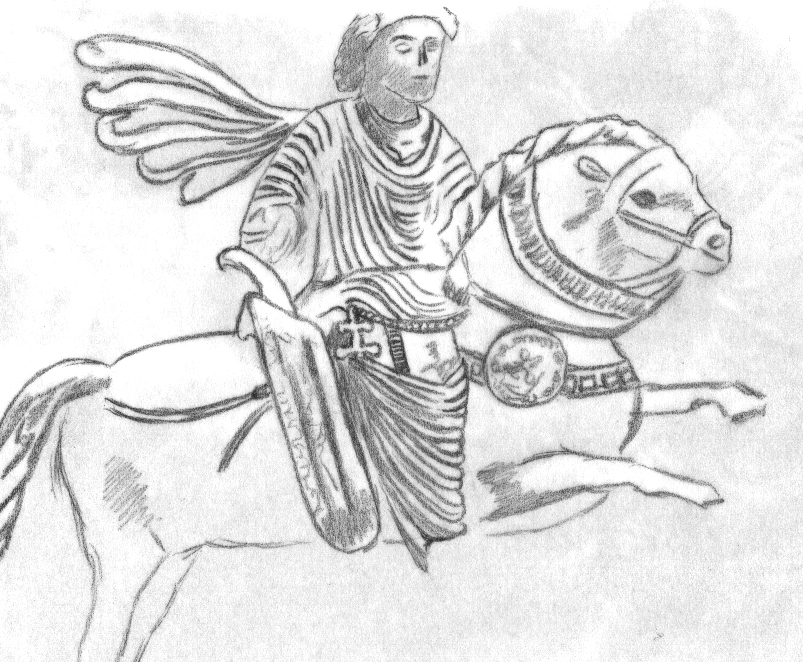
Cavaliere dei Parti di scorta a una carovana di cammelli (dettaglio), con una daga (acinace) plurilobata sulla destra. Riproduzione da un bassorilievo da Palmira.

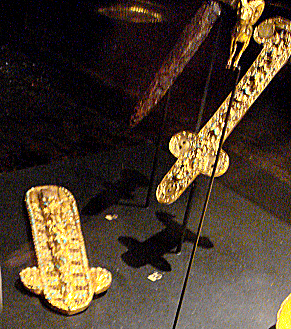
Acinaci d'oro, da Tillia Tepe, I secolo d.C.

I testi antichi ci dicono veramente poco di quest'arma, al di fuori del fatto, abbastanza scontato, che era una spada persiana. Per questo motivo, gli autori latini che ne hanno scritto nel tempo, hanno usato il termine acinace per indicare indistintamente qualsiasi altra arma usata dai persiani nel corso dei secoli. Così è frequente, nel latino medioevale, che si indichi con il termine acinace la scimitarra o altre simili, una consuetudine linguistica che ha lasciato un'evidente traccia in alcune nomenclature binomiali di specie animali o botaniche.
Paulus Hector Mair, esperto tedesco di arti marziali e scherma storica vissuto nel XVI secolo, si spinge ancora più in là, arrivando a tradurre con acinace il tedesco dussack, un termine usato per indicare un'arma da addestramento, che aveva la caratteristica di esibire, nel disegno, una curvatura simile a quella della scimitarra. Allo stesso modo, nelle descrizioni di autori Gesuiti riguardanti il Giappone, il termine veniva utilizzato per indicare la katana.
I persiani dell'era achemenide facevano uso di più di un tipo di spada: l'arte dell'epoca achemenide ci offre tipiche raffigurazioni di guardie del corpo del re o importanti dignitari che indossano spade ornate sospese in diagonale. L'arte greca, d'altro canto, mostra spesso soldati persiani armati di kopis, un'arma ricurva dotata di un unico filo. Ci vuole un fiuto da detective per riuscire a discernere che tipo di arma fosse davvero l'acinace.
È utile notare che nei testi greci e romani, l'acinace viene talvolta menzionata quale oggetto di dono regale corrisposto in segno di favore. Questo farebbe propendere per la daga.
In un passo di Erodoto un acinace d'oro è ritualmente offerta da Serse al mare. Erodoto non sa se l'acinace d'oro assieme ad una coppa e un cratere d'oro, serviva come offerta al Sole o come cerimonia riparatrice dopo l'episodio noto come flagellazione dell'Ellesponto.
Un passaggio rivelatore lo si rinviene in Flavio Giuseppe (Antichità giudaiche, 20.186), in cui le armi usate dai sicari sono così descritte:
Ciò sembra anche indicare che è la daga ad essere propriamente chiamata acinace, sebbene vi sia chi sostiene il contrario, traducendo il passaggio precedente in: «convessa come la romana sica».